# Antoni Adamowicz
Antoni Karol Adamowicz, Karol Fürgang (ur. 22 sierpnia 1914 w Krakowie, zm. 11 maja 1998) – polski prawnik, urzędnik samorządowy i państwowy.

## Życiorys
Syn Michała (Mojżesza) Fürgang (1880-), inż. kolejowego i Eugenii Reich. Ukończył ówczesne III Gimnazjum im. Króla Jana Sobieskiego w Krakowie (1932), odbył studia na Wydziale Prawa Uniwersytetu Jagiellońskiego (-1936), zdał aplikację adwokacką. Na początku września 1939 ewakuowany do Kowla, udał się do Lwowa, gdzie pełnił szereg funkcji m.in. kierownika sklepu (1939-1940), urzędnika Wydziału Ochrony Zdrowia Rejonu Armii Czerwonej; pracownika obsługi i sanitariusza w szpitalu przy gminie żydowskiej (1941-1943). Następnie w Warszawie (1943-), wziął udział w powstaniu (1944), więzień w KL Leitmeritz (1944-1945). Po zakończeniu wojny osiedlił się we Wrocławiu, będąc zatrudniony w Zarządzie Miejskim Wrocławia m.in. w charakterze naczelnika Urzędu Kontroli (1945-), zastępcy dyrektora Biura Prezydialnego, i dyrektora Gabinetu w Prezydium Rady Miasta (1947-). W tym czasie zaangażował się w działalność polityczną, członek PPS (1945-), zasiadał w jej lokalnych władzach, następnie w PZPR, współredagował miejscową gazetę oraz wykładał w szkole milicyjnej. Powierzono mu sprawowanie funkcji dyrektora Biura Pełnomocnika Rządu ds. Targów Poznańskich (1954-), później Pełnomocnika Rządu w Ministerstwie Handlu Zagranicznego (1954-1955), wiceprezesa (1955-1958) i prezesa (1958-1971) Polskiej Izby Handlu Zagranicznego. Pochowany na cmentarzu Powązki Wojskowe w Warszawie (kwatera BII28-14-22).

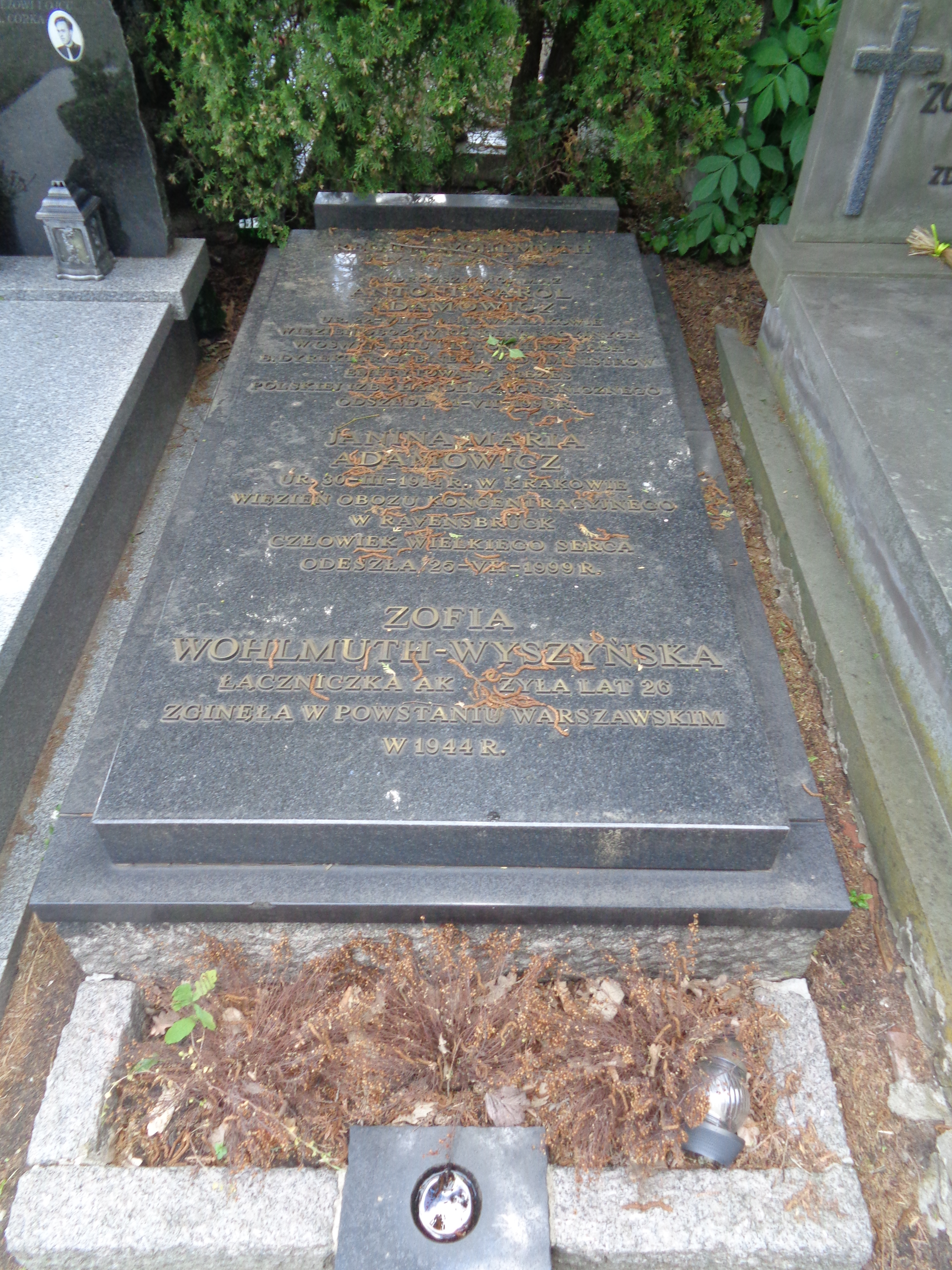
Nagrobek Antoniego Adamowicza na cmentarzu wojskowym na Powązkach